# Стаєнчини
Стаєнчини (пол. Stajęczyny) — село в Польщі, у гміні Черніково Торунського повіту Куявсько-Поморського воєводства.